# Misaki Haruyama
Misaki Haruyama (jap. 晴山 岬, Haruyama Misaki; * 30. Juni 2001 in Sendai, Präfektur Miyagi) ist ein japanischer Fußballspieler.

## Karriere

### Verein
Misaki Haruyama erlernte das Fußballspielen in der Schulmannschaft der Teikyo Nagaoka High School. Seinen ersten Profivertrag unterschrieb er 2020 beim FC Machida Zelvia. Der Verein aus Machida, einer Stadt in der Präfektur Tokio, spielte in der zweiten japanischen Liga, der J2 League. Sein Zweitligadebüt gab er am 19. Juli 2020 im Auswärtsspiel gegen Mito Hollyhock. Hier wurde er nach der Halbzeitpause für den Serben Alen Mašović eingewechselt. Im Februar 2022 wechselte er auf Leihbasis nach Imabari zum Drittligisten FC Imabari.

### Nationalmannschaft
Misaki Haruyama spielte 2019 einmal für die japanische U18-Nationalmannschaft sowie zweimal für die U19-Nationalmannschaft.